# Janina Skyrlinska
Janina Skyrlinska (Polonia, 8 de marzo de 1907) fue una gimnasta artística polaca, medallista de bronce mundial en 1934 en el concurso por equipos y la general individual.

## Carrera deportiva
En el Mundial de Budapest 1934 consigue el bronce por equipos —tras Checoslovaquia y Hungría— y también medalla de bronce en la competición general individual, tras la checoslovaca Vlasta Děkanová y la húngara Margit Kalocsai.